# Ken Griffey Jr.'s Slugfest
Ken Griffey Jr.'s Slugfest est un jeu vidéo de baseball sorti en 1999 sur Nintendo 64 et Game Boy Color. Le jeu a été développé par Angel Studios et édité par Nintendo.
Il s'agit de la suite de Major League Baseball Featuring Ken Griffey Jr..

## Accueil
- Nintendo Power : 7,7/10 (N64)[1]